# Cornificia (poetisa)
Cornificia (c. 85 a. C.  - c. 40 a. C.) era una poeta y escritora de epigramas romana.

## Biografía
Cornificia perteneció a la última generación que vivió en la República Romana.
Era hija de Quintus Cornificius y hermana del poeta, praetor y augur Cornificius, Estaba casada con Camerius. Jane Stevenson ha sugerido que podría ser el Camerius, amigo del poeta Catulo, mencionado en su poema 55.
El que su hermano fuera praetor y augur indica que la familia era preeminente.

## Obra
Toda su obra se ha perdido. Su fama como poeta está basada principalmente en la Crónica de siglo IV de San Jerónimo (347–420 a. C.). Al escribir sobre su hermano Cornificio, dice:
"Huius soror Cornificia, cuius insignia extant epigrammata" (Su hermana era Cornificia, cuyos insignes  epigramas perduran). 
 Esto implica que su trabajo todavía era leído cuatrocientos años después de su muerte.

También Cornificia fue una de las mujeres incluidas en el libro de Giovanni Bocaccio, De mulieribus claris.
Igualó en gloria a su hermano Cornificio, que era un poeta muy reputado en aquella época. No satisfecha con sobresalir en tan espléndido arte, inspirada por las Musas sagradas, rechazó la rueca y dedicó sus manos, hábiles en el uso de la pluma, a escribir versos del Helicón... Con su genio y trabajo se elevó por encima de su sexo, y con su espléndida obra adquirió una fama perpetua.
La autora Christine de Pizan menciona a Cornificia en su obra La ciudad de las damas (1405), mostrando su inteligencia y sus dotes para la poesía y las ciencias.

La humanista Laura Cereta escribió en una carta a Bibolo Semproni: 
"Añade también a Cornificia, la hermana del poeta Cornificio, cuya devoción por la literatura dio tal fruto que se dice que se nutrió de la leche de las musas de Castalia y que escribió epigramas en los que cada frase estaba adornada con flores de Helicón."

## Monumento
Un monumento a Cornificia y su hermano sobrevive en Roma con la siguiente inscripción:
CORNIFICIA Q. F. CAMERI Q. CORNIFICIUS Q. F. FRATER PR. AUGUR 
(Cornificia, hija de Quintus, mujer de Camerius, [y] su hermano Quintus Cornificius, praetor y augur).